# Roompot Oranje Peloton/2015
Deze pagina geeft een overzicht van de Roompot Oranje Peloton-wielerploeg in  2015.

## Algemeen
Sponsors: Roompot, Oranje Peloton
Algemeen manager: Michael Zijlaard
Ploegleiders: Jean-Paul van Poppel, Michael Boogerd, Erik Breukink
Fietsmerk: Isaac
Onderdelen: SRAM
Kopmannen: Michel Kreder, Marc de Maar, Johnny Hoogerland

## Renners
| Naam                | Geboortedatum | Nationaliteit | Ploeg 2014                        | Ploeg 2016         |
| ------------------- | ------------- | ------------- | --------------------------------- | ------------------ |
| Jesper Asselman     | 12-03-1990    | Nederland     | Metec-TKH Continental Cyclingteam |                    |
| Huub Duyn           | 01-09-1984    | Nederland     | Cyclingteam De Rijke              |                    |
| Etienne van Empel   | 14-04-1994    | Nederland     | Rabobank Development Team         |                    |
| Sjoerd van Ginneken | 06-11-1992    | Nederland     | Metec-TKH Continental Cyclingteam |                    |
| Brian van Goethem   | 16-04-1991    | Nederland     | Metec-TKH Continental Cyclingteam |                    |
| Dylan Groenewegen   | 21-06-1993    | Nederland     | Cyclingteam De Rijke              | Team LottoNL-Jumbo |
| Reinier Honig       | 28-10-1983    | Nederland     | Team Vorarlberg                   |                    |
| Johnny Hoogerland   | 13-05-1983    | Nederland     | Androni Giocattoli-Venezuela      |                    |
| Tim Kerkhof         | 13-11-1993    | Nederland     | Etixx                             |                    |
| Michel Kreder       | 15-08-1987    | Nederland     | Wanty-Groupe Gobert               |                    |
| Raymond Kreder      | 26-11-1989    | Nederland     | Garmin Sharp                      |                    |
| Wesley Kreder       | 04-11-1990    | Nederland     | Wanty-Groupe Gobert               |                    |
| Maurits Lammertink  | 31-08-1990    | Nederland     | Cyclingteam Jo Piels              |                    |
| André Looij         | 25-05-1995    | Nederland     | Rabobank Development Team         |                    |
| Marc de Maar        | 15-02-1984    | Nederland     | UnitedHealthcare Pro Cycling Team |                    |
| Ivar Slik           | 27-05-1993    | Nederland     | Rabobank Development Team         |                    |
| Mike Terpstra       | 24-02-1987    | Nederland     | geen                              | DTS (Clubteam)     |
| Berden de Vries     | 10-03-1989    | Nederland     | Cyclingteam Jo Piels              |                    |

## Overwinningen
Ronde van de Limousin
4e etappe: Maurits Lammertink
Veenendaal-Veenendaal Classic
Winnaar: Dylan Groenewegen
Brussels Cycling Classic
Winnaar: Dylan Groenewegen
2015 · 2016 · 2017 · 2018 · 2019